# 坂上みき
坂上 みき（さかじょう みき、 1959年2月15日 - ）は、大阪府八尾市出身のラジオパーソナリティ、ナレーター、タレント。元テレビ新潟アナウンサー。血液型はB型。

## プロフィール
大阪府八尾市出身。大阪府立八尾高等学校を経て、関西学院大学文学部卒業。
1982年テレビ新潟にアナウンサーとして入社。1985年退社後、地元・関西に戻りMBSテレビの看板ニュース番組だった『MBSナウ』に出演した後、1990年上京。同年4月より、TOKYO FM「坂上みきのFMソフィア」パーソナリティを担当、同局の看板番組となる。1998年9月、同番組を降板。1999年8月から2000年3月まで立川志の輔とともにTBS『スーパー知恵MON』の司会をしていた。
以前のナレーションを担当した番組はフジテレビ『サタ☆スマ』（1999年4月 - 2002年3月）、『PON!』（日本テレビ）（2010年3月29日 - 2016年9月29日）など。
タレントの清水ミチコには「Wow坂上みきです。わーおわーお」と、FMラジオの女性DJの特徴のひとつとして物まねされている。
2006年3月25日、12歳年下のニュージーランド人の男性と結婚。結婚後、高齢の身での妊娠を目指し不妊治療に取り組む中、53歳で妊娠。2012年7月17日の「PON!」の放送中に発表された。その喜びを、「突然のご報告ですが…私、坂上みき、只今、妊娠中でございます!!!」と同日付の自らのブログで綴った。そして8月31日(金)の放送では次週の放送から産休に入ることも発表された。2012年9月10日、男児を出産した。

## 出演

### テレビ
- 完全人体張本（フジテレビ、ナレーション）
- WIN（日本テレビ、1996年4月 - 1997年9月、ナビゲーター）
- i－Z（日本テレビ、1997年4月 - 1999年3月、司会）
- 金曜ロードショー（日本テレビ、1997年4月 - 2009年3月、ナビゲーター。）[5]
- 自分クイズ（フジテレビ、1999年1月 - 1999年3月、天の声出題）
- 爆笑問題の平均王決定戦（フジテレビ、1999年4月、ナレーション）
- 素敵な宇宙船地球号（テレビ朝日、1999年、ナレーション）
- 土曜スタジオパーク（NHK、1999年4月 - 2000年3月、司会）
- オヒョイ通り（フジテレビ721、1999年6月 - 1999年9月、司会）
- スーパー知恵MON（TBS、1999年9月 - 2000年3月、司会）
- コムロ式（日本テレビ、1999年4月 - 2000年3月、ナレーション）
- サタ★スマ（フジテレビ、1999年4月 - 2002年3月、ナレーション）
- 得するテレビ（テレビ朝日、2000年4月 - 2002年9月、ナレーション）
- スーパーJチャンネル（テレビ朝日、2000年5月 - 2002年9月、ナレーション）
- らんくる（フジテレビ、2000年10月 - 2003年10月、ナレーション）
- 新常識クイズ!目からウロコ（フジテレビ、2001年4月 - 2001年9月、ナレーション）
- つんくタウン（フジテレビ、2001年4月 - 2002年3月、ナレーション）
- ミュージック F（MXTV、2001年10月 - 2002年4月、ナレーション）
- ほんパラ!痛快ゼミナール（テレビ朝日、2001年12月 - 2002年3月、ナレーション）
- デジタルスタジアム10ミニッツ（NHK、2002年4月 - 2003年9月、ナレーション）
- 日本版サバイバー（TBS、2002年8月 - 2003年3月、2ndシーズン以降のナレーション）
- 新★得するテレビ ホンジャマカな日曜日（テレビ朝日、2002年10月 - 2003年9月、ナレーション）
- ハッピーボーイズアワー爆笑おすピー問題!（フジテレビ、2002年10月 - 2004年9月、ナレーション）
- 彼女のSTORY（LaLa TV、2003年4月 - 12月、司会）
- エンタの神様（日本テレビ、2003年5月 - 2010年3月、ナレーション）
- おいしい情報の楽園（テレビ東京、2003年10月 - 2004年9月、ナレーション）
- 麺のアリスト（BS日テレ、2004年10月 - 2005年9月、司会）
- ネプリーグ（フジテレビ、2004年10月 - 2005年3月、ナレーション）
- エッセンス/f（BS-i、2005年1月 - 2005年9月、司会）
- タモリのジャポニカロゴス（フジテレビ、2005年10月 - 2008年9月、ナレーション）
- 世の中どこ見てんのよ!?ジャリバラ!（フジテレビ、2005年10月 - 2006年3月、ナレーション）
- THE M（日本テレビ、2008年6月 - 2008年8月、ナレーション）
- ラジかるッ（日本テレビ、2008年9月8日 - 9月10日、DJ TERUの夏季休暇代理：DJミッキーとして）
- easy sports（テレビ朝日、2008年10月 - 2010年3月、ナレーション[6]）
- おもいッきりDON!（日本テレビ、2009年3月 - 2009年10月、ナレーション。DJミッキーとして）
- おもいッきりDON!第1部　おもいッきりPON!（日本テレビ、2009年10月 - 2010年3月、ナレーション。DJミッキーとして）
- PON!（日本テレビ、2010年3月 - 2016年9月29日、ナレーション。DJミッキーとして）
- おじゃマップ（フジテレビ、2012年2月 - 、ナレーション。慎吾ママのコーナーを担当。）
- 『ドキュメント・オブ・バケモノの子』超話題アニメの深層魅せますSP（2015年7月16日、ナレーション）
- 暇人ラヂオ〜hi-IMAGINE RADIO〜（日本テレビ、2017年4月 - ）
- 『打ち上げ花火、下から見るか?横から見るか?』公開記念スペシャル（2017年8月19日、ナレーター）
- YAMADAテレビショッピング店（地上波、BSデジタル放送、ナレーション）

### 吹き替え
- 氷の微笑 - ロキシー（〈レイラニ・サレル〉）

金曜ロードショー版。オープニング・ナレーションを担当するようになった直後の1997年6月に放送された。
- ライラの冒険 黄金の羅針盤 - ステルマリア役

劇場公開版・DVD

### ラジオ

#### TOKYO FM
- FMソフィア（1990年 - 1999年9月）
- アフタヌーン・ブリーズ（2001年4月 - 2002年3月）
- ダイハツ・パクパクコンパクト（2001年4月 - 2002年3月）
- レディオソファー（2002年4月 - 2007年3月）
- 坂上みきのBeautiful（2002年4月 - 2006年3月）
- ENTERMAX（2006年4月 - 2008年3月）
- The Legendary（2020年10月 - 2021年3月）
- 楽天カード presents FM FESTIVAL 2020 MUSIC CHRONICLE ～ 竹内まりやと辿る音楽の50年（2020年11月3日）

#### その他
- 坂上みきのmusic pleasure 日曜はダメよ。（ニッポン放送、2000年4月 - 2001年12月）
- 坂上みきのSuper Music Stadium（ニッポン放送、2000年10月 - 2001年3月）
- 坂上みきのBeautiful+（ブルードバンド放送局 TOKYO FM＋、2006年10月 - 12月）
- 坂上みきのエンタメgo!go!（ラジオ日本、2008年10月 - ）

### CM
- 大塚製薬「ポカリスエット」
- ロッテ「キシリトール・ホワイティストガム」
- TOYOTA「トヨタ・カローラ店」
- 森永製菓「カレ・ド・ショコラ」
- 花王「セグレタ」

など

### 舞台
- LOVE LETTERS（2008年7月、PARCO劇場）

### 映画
- F (エフ)（1998年、松竹、金子修介監督）
- 愚か者 傷だらけの天使（1998年、阪本順治監督）
- 虹の女神（2006年、東宝、熊澤尚人監督）
- ダーリンは外国人（2010年、東宝、宇恵和昭監督）